# Dicladocera griseipennis
Dicladocera griseipennis är en tvåvingeart som beskrevs av Krober 1931. Dicladocera griseipennis ingår i släktet Dicladocera och familjen bromsar. Inga underarter finns listade i Catalogue of Life.